# Église Saint-Austrégésile de Mouchan
L’église Saint-Austrégésile de Mouchan est une église catholique située sur la commune de Mouchan (Gers), en France. De style roman, elle date des XIe – XIIe siècles. Elle est également placée sous le vocable de Saint-Pierre, et on la trouve parfois mentionnée sous le nom d’église Saint-Pierre de Mouchan.

## Historique
L’église Saint-Austrégésile faisait partie d’un prieuré clunisien, reconstruit au Xe siècle, sur une route de Saint-Jacques de Compostelle en provenance du Puy-en-Velay.
Elle est construite à la fin du XIe siècle et au début du XIIe siècle.  À sa consécration en 1060, elle reçoit les reliques de saint Austrégésile. En 1264, le prieuré est rattaché au prieuré clunisien de Saint-Orens d’Auch.
Lors de la guerre de Cent Ans, Mouchan est attaqué par les troupes du Prince de Galles (1368-1369). L’église est dévastée et les gens d’armes du roi de France qui s’y étaient réfugiés sont emprisonnés, quand ils ne sont pas tués. Des fortifications sont élevées au XVe siècle, qui n’empêcheront pas les attaques protestantes de Montgomery de ravager le prieuré en 1569. L’église est très endommagée, la charpente brûle et les murs du croisillon sud sont calcinés. En 1581 les droits du prieuré sont affermés, et la présence clunisienne s’arrête.
De l’ensemble prieural seule l’église subsiste.
Le voûtement de sa nef est refait au XIXe siècle (1843).
L’église est classée monument historique depuis 1921.

## Architecture

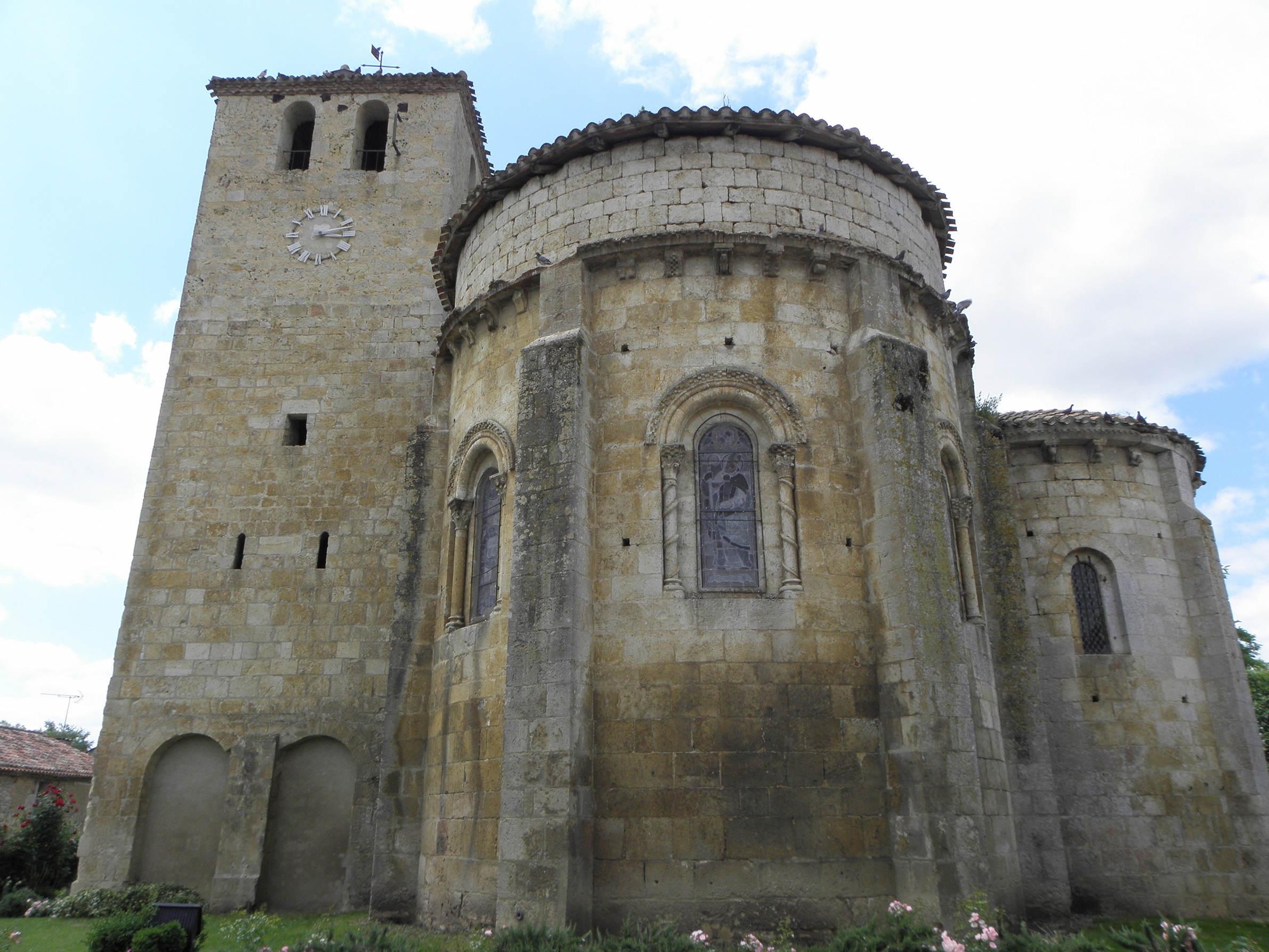
Chevet
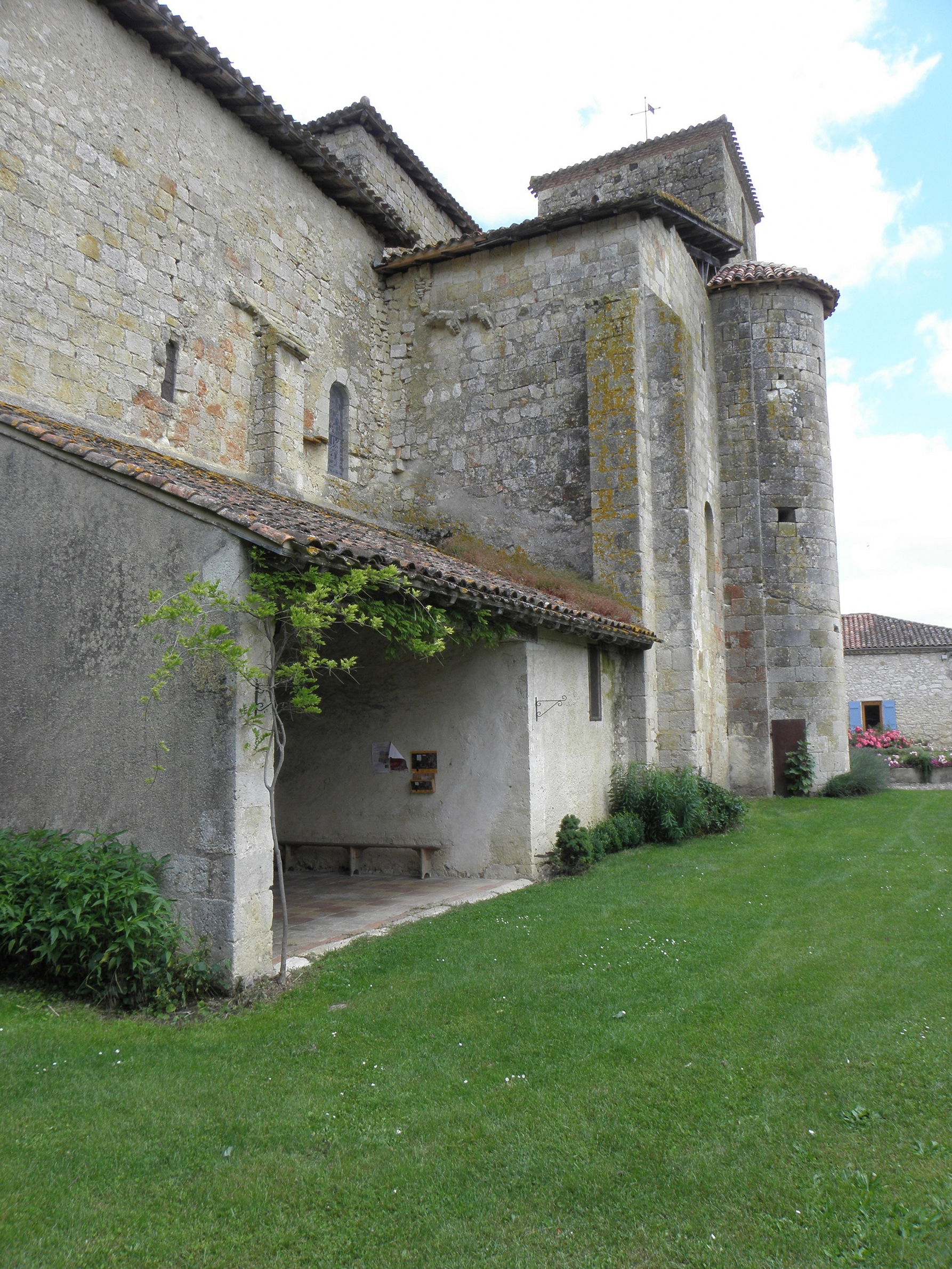
Porche et façade sud
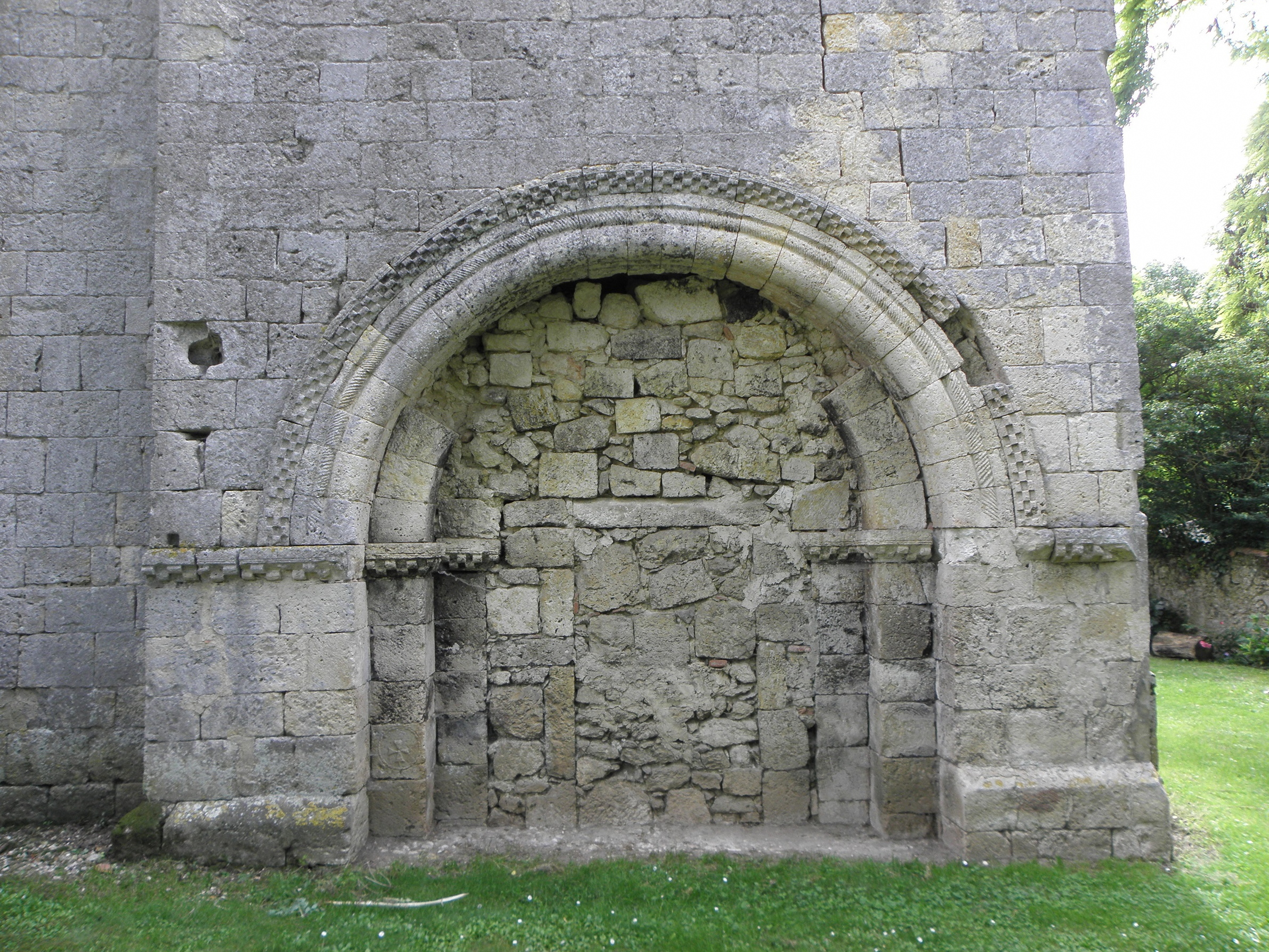
Portail nord muré
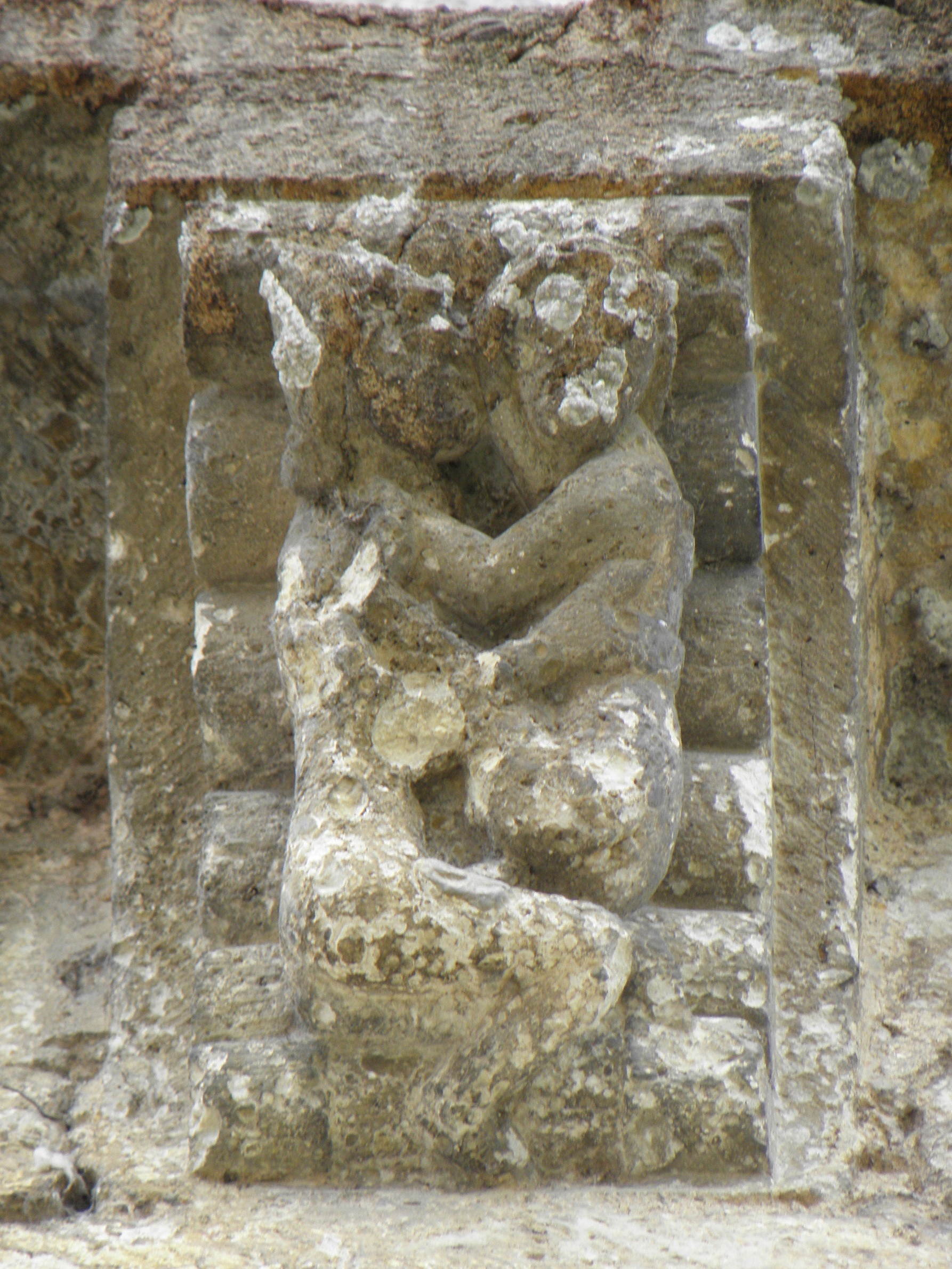
Modillon de l’abside
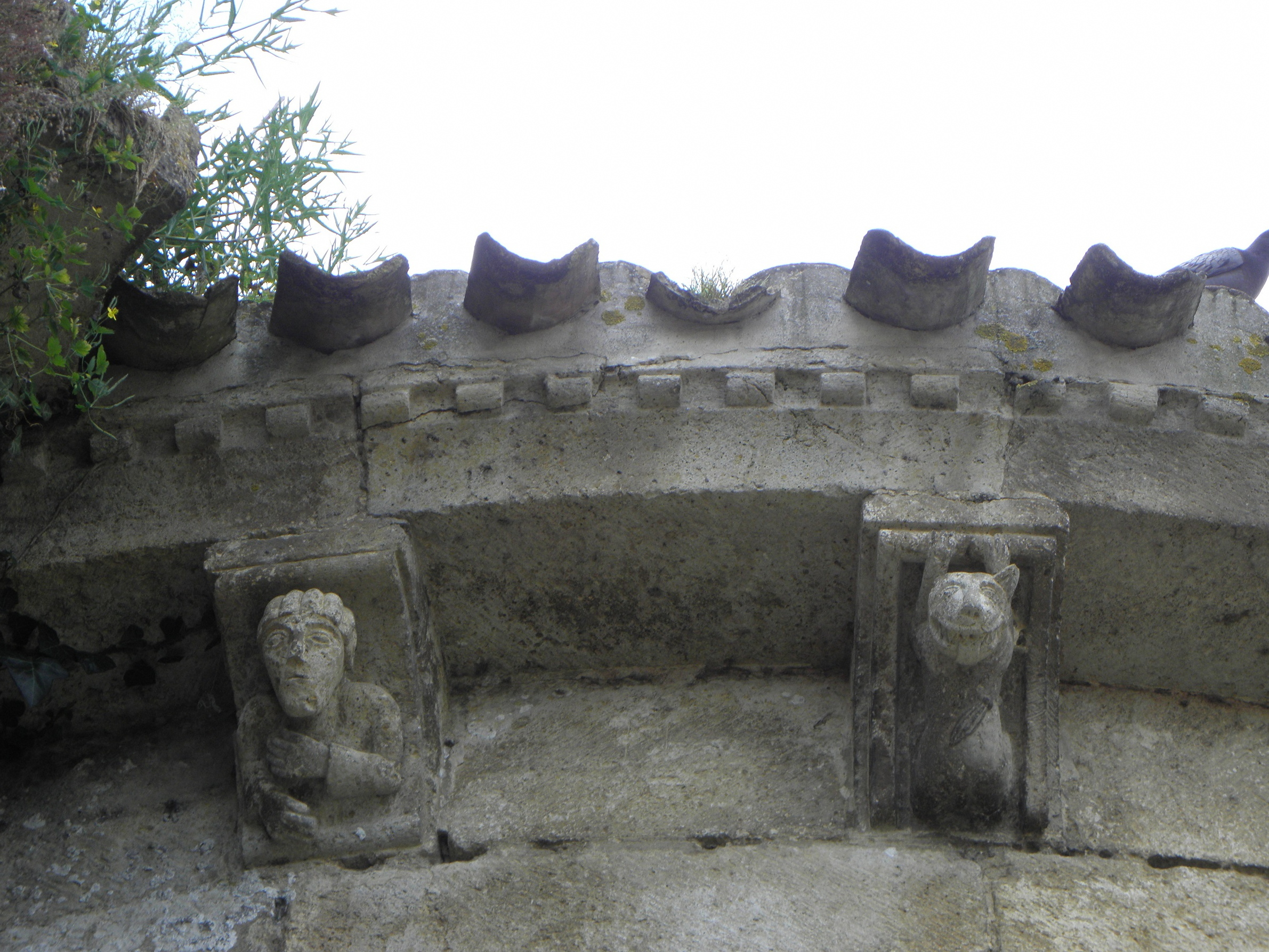
Modillons de l’abside

L’église se compose d’une nef de deux travées, d’un transept dissymétrique et d’une abside allongée, sensiblement de la même longueur que la nef. 
L’abside se double au nord d’une absidiole, au sud d’une tour carrée. Celle-ci est vraisemblablement antérieure à l’église elle-même et devait servir de défense. Elle était ouverte à l’origine, au rez-de-chaussée, par des doubles arcades en plein cintre, et on accédait à l’étage par une porte au sud. Une salle voûtée en berceau est percée de meurtrières. On édifie ensuite le bras nord du transept et l’actuelle sacristie, partie droite de l’abside, en murs assez épais pour ne pas nécessiter de contreforts. On construit ensuite la nef, le bras sud du transept et le reste de l’abside, en murs épais mais épaulés de contreforts. La partie basse de la tour est murée et transformée en chapelle. Une tourelle circulaire se greffe entre la tour et la bras du transept, abritant un escalier en vis qui donnait accès au clocher élevé sur la croisée du transept, et aujourd’hui disparu.. 
L’édifice est voûté en berceau sur doubleaux, en cul-de-four, et la croisée du transept reçoit une voûte nervée de forme et de structure fort originales : une croisée d’ogives à sections carrées. Un portail, côté nord, a presque complètement disparu et a été muré. On accède à l’église par un porche couvert à l’extrémité de la façade sud.
La décoration extérieure se réduit aux modillons de la corniche. À l’intérieur, la sculpture apparaît comme un élément d’intérêt majeur : on y retrouve sur les chapiteaux les motifs traditionnels de la décoration régionale, feuillages, pommes de pin, boules, damiers, animaux et personnages.
Tant à l’intérieur qu’à l’extérieur, de nombreuses marques de tâcherons sont encore visibles sur les pierres des murs.

## Mobilier
Plusieurs objets (tableaux, statue) sont référencer dans la base Palissy (voir les notices liées).